# 圣贡德朗
圣贡德朗（法語：Saint-Gondran，法語發音：[sɛ̃ ɡɔ̃dʁɑ̃]）是法国伊勒-维莱讷省的一个市镇，位于该省西部偏北，属于雷恩区。

## 地理
圣贡德朗（48°16'1"N, 1°50'8"W）面积4.4 平方千米，位于法国布列塔尼大區伊勒-维莱讷省，该省份为法国西北部沿海省份，位于布列塔尼半岛东部，北濒大西洋，西接阿摩尔滨海省和莫尔比昂省，南至大西洋卢瓦尔省，西南端接曼恩-卢瓦尔省，东临马耶讷省，东北与芒什省接壤。
与圣贡德朗接壤的市镇（或旧市镇、城区）包括：拉沙佩勒绍塞、朗古埃特、圣桑福里安。

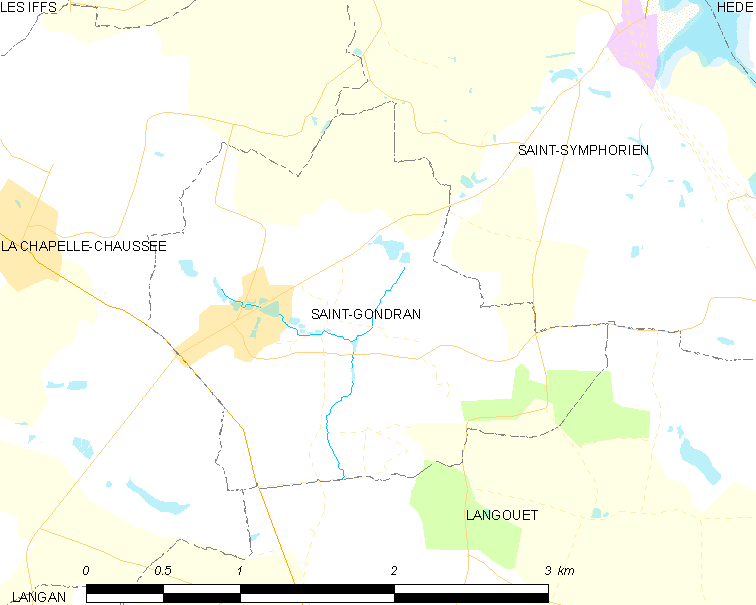
圣贡德朗的OSM定位图

圣贡德朗的时区为UTC+01:00、UTC+02:00（夏令时）。

## 行政
圣贡德朗的邮政编码为35630，INSEE市镇编码为35276。

## 政治
圣贡德朗所属的省级选区为默莱斯县。

## 人口

1962-2008年间圣贡德朗人口变化图示

圣贡德朗于2022年1月1日时的人口数量为629人。